# NUM-NUM GIRLS
NUM-NUM GIRLS（ナムナムガールズ）は、大分県中津市にある東九州龍谷高等学校の女子生徒によって結成された仏教系グループである。

## 略歴
2015年春に「日本初の浄土真宗アイドル」として結成。同年8月に沖縄県の行事で対外的にデビューし、デビュー曲「夏の終わりのナムナムタイム」を発売。このCD/DVDは、手売りや大分県内の書店、京都府京都市の本願寺の売店で約1,000枚を売り上げた。9月には大分県内の6つの寺院で「お彼岸ツアー」と題したライブを行った。
しかし、知名度が増すにつれメンバーに危険が及ぶ恐れが出てきたことなどから、10月に「アイドル」の肩書を外して「ご縁づくりグループ」として再出発。
2016年5月1日には2枚目のシングルCD「さよなら先輩」を発売。売上金の一部は熊本地震の被災地への義援金に充てられる。

## ディスコグラフィー
- 「夏の終わりのナムナムタイム」2015年8月発売
- 「さよなら先輩」2016年5月1日発売[5][6]